# Lapa (bairro de São Paulo)
Lapa é um bairro situado na zona oeste do município de São Paulo pertencente ao distrito da Lapa. Também é conhecido como "Centro da Lapa", pois possui fortes características comerciais.

## História
No ano de 1561, há evidências de que os jesuítas ganharam uma sesmaria na região. O terreno era banhado pelo Rio Emboaçava, atual Rio Pinheiros. A região foi batizada de "Emboaçava" que significa "lugar por onde se passa" pelos índios Goitacases.

Entre os imóveis da então denominada paragem do Emboaçava, a partir dos meados do século XVIII destacou-se a “fazendinha da Lapa”, propriedade vizinha aos sítios da Água Branca, Mandi, Emboaçava e Tabatinguá. Em 1743, os jesuítas deixaram a região. Poucos anos depois, toda a paragem de Emboaçava registrava apenas cinco casas com 31 habitantes. Por volta de 1743, os religiosos abandonaram o local devido ao seu terreno acidentado e à falta de mão de obra, se mudando para a Baixada Santista
Na segunda metade do século XIX, São Paulo vivia o auge da cafeicultura. Por essa época, houve uma migração das fazendas de cultivo do grão do Vale do Paraíba para a área de Campinas. Para escoar a produção, em 1867, os ingleses da “Association of the São Paulo Railway Co. Ltda” construíram uma estrada de ferro que ligava Jundiaí ao Porto de Santos. Uma das paradas na capital era próxima à ponte do sítio do Coronel Anastácio de Freitas Troncoso, nas terras que no futuro abrigariam o bairro da Lapa.
No final do século XIX, chegaram, ao bairro, famílias de diversas nacionalidades. Destacavam-se os tiroleses, vindos do norte da Itália e que eram agricultores. Anos mais tarde, vieram outros italianos, vindos da região de Veneza. Houve, também, imigração portuguesa, espanhola, francesa e sírio-libanesa. Estes eram comerciantes, profissionais liberais, artesãos, sapateiros ou alfaiates. A influência italiana no bairro é muito significativa, tanto que alguns logradouros do bairro têm designações que fazem referência à Itália, e ao Império Romano, tais como: Roma, Coriolano, Cipião, dentre outros.
No século XX, o bairro se tornou industrial. Através da construção da Estrada de Ferro São Paulo Railway e de suas oficinas, houve a implantação de indústrias como a Vidraria Santa Marina e os frigoríficos Armour, Bordon, Swift e Wilson. Estes estabelecimentos trouxeram operários e técnicos ingleses, croatas, lituanos, poloneses, russos e húngaros (do então Império Austro-Húngaro e fundadores da chamada "Igreja do Galo" na Rua Domingos Rodrigues), que passaram a ser moradores do local e da Lapa de Baixo. As indústrias baseavam-se na proximidade com o Rio Tietê, multiplicando-se ao longo dos anos.
Simultaneamente à chegada do progresso pelos trilhos, as pequenas propriedades rurais do território começaram a ser loteadas. Os primeiros compradores eram imigrantes italianos que se estabeleceram por ali. Não por acaso, o primeiro loteamento da área foi chamado de Vila Romana, mesmo nome do atual bairro. A ferrovia foi fator fundamental para a implantação das primeiras indústrias na futura zona oeste da capital, como a vidraçaria Santa Maria e o Frigorífico Armour. A proximidade com o Rio Tietê estimulava a industrialização daquele pedaço de São Paulo.
Com o adensamento urbano, a Lapa viu crescer um comércio que se tornou um dos mais importantes da cidade. Em 1954, nascia um dos marcos do bairro, o Mercado Municipal, ou Mercadão da Lapa, construído no mesmo lugar onde se realizava a maior feira livre da capital. Em 1966, surgiu o CEASA – atual CEAGESP – na Vila Leopoldina e, em 1968, foi inaugurado, na Rua Catão, o shopping com o nome do bairro, que até hoje segue aberto. O bairro foi cenário da novela da Rede Globo de televisão Caras & Bocas, exibida em 2009.

### Origem do nome
Há duas versões sobre a origem do nome do bairro. Uma é a de um português que carregava uma imagem de Nossa Senhora e construiu uma gruta para a santa, e a outra da missa anual celebrada pelos jesuítas em homenagem à padroeira do bairro. No final do século XIX, chegaram à Lapa famílias do norte da Itália, que se dedicavam ao plantio de frutas e verduras, seguidas por italianos da região de Veneza, portugueses, espanhóis, franceses, entre outros. Até hoje, a maior influência no bairro é a italiana.

## Atualidade
Hoje, a Lapa é conhecida por sua combinação de tradição e modernidade, sendo um centro comercial vibrante com uma atmosfera animada, repleta de bares, restaurantes, escolas e hospitais conceituados. A organização urbana da Lapa garante um índice equilibrado de habitantes por quilômetro quadrado, com pouco mais de 6.500 hab/km². É um polo de ligação entre os bairros da Zona Oeste de São Paulo. O bairro conta também com um dos centros de compras mais antigos da cidade. Inaugurado em 1968, o Shopping Center Lapa segue na ativa com mais de 100 lojas. Pertinho dele está uma das ruas de comércio mais concorridas da cidade, a 12 de Outubro, para muitos a “25 de Março da zona oeste”. São centenas de lojas, barracas e quiosques de rua vendendo milhares de produtos a preços populares. O bairro é classificado pelo CRECI como "Zona de Valor C", assim como outros bairros da capital como Santana, Tatuapé e Barra Funda.
Segundo mercado público mais famoso da cidade, o Mercadão da Lapa é um verdadeiro paraíso para os amantes da culinária. Em seus 4.840 m² é possível encontrar queijos, vinhos, frutas, especiarias, azeites, carnes, pescados e produtos sofisticados para chefs e cozinheiros amadores.
Uma velha reivindicação dos “lapeanos” está prestes a ser atendida. Ainda que não chegue ao coração do bairro, a Linha 6 Laranja vai levar o Metrô próximo dele. São duas paradas nas adjacências do Mercadão e da rua 12 de Outubro: Santa Marina e Água Branca. Depois de paralisadas por quatro anos, as obras foram retomadas em julho de 2020. A previsão é que o serviço que ligará a Vila Brasilândia, no extremo norte da cidade, à Estação Joaquim comece a operar em 2026. Mas a linha que de fato atenderá a região será a futura 20 Rosa do Metrô. A estação do bairro será integrada à parada da Linha 7 da CPTM, bem em frente ao Mercado Municipal. Trata-se do maior e mais ambicioso projeto metroferroviário da história de São Paulo. Atualmente, a Lapa é um dos bairros mais bem servidos de infraestrutura urbana da cidade. É atendido por estações das linhas 7–Rubi e 8–Diamante do Trem Metropolitano de São Paulo, respectivamente ramos das antigas São Paulo Railway e Estrada de Ferro Sorocabana.
Os colégios Adventista, Santo Ivo, Módulo, Escola Saga unidade Lapa, Campos Salles, Pré-Médico, entre outros, fazem parte da rede de ensino particular que atende a Lapa. Pelo ensino público, a população pode contar com a Escola Estadual Pereira Barreto, a E.E. Prof. Reynaldo Porchat, E.E. José Monteiro Boanova e E.E. Guilherme Kuhlmann e E.E Anhanguera. Há também as Escolas Municipais de Educação Infantil Prof. Neyde Guzzi De Chiacchio, Jean Piaget e Dona Leopoldina.
O Senac conta com duas unidades antigas no bairro: Tito e Scipião. Entre os cursos oferecidos na da rua Tito estão Design, Artes e Arquitetura; Gestão de Negócios e Turismo e Hospitalidade. Na Scipião, referência em comunicação e artes, são ministrados os de Design em Animação e Fotografia. No ensino superior estão na região os campus das universidades privadas UniBta Digital, especializada em TI, Faculdade Flamingo, Faculdades Integradas Campos Salles, UNIP e o Polo de ensino híbrido da Unopar/Anhanguera. Apresenta diversas áreas culturais, como o Tendal da Lapa, a Estação Ciência, o Teatro Cacilda Becker e o Museu Espírita.
O bairro é atendido por duas grandes unidades hospitalares privadas: o Hospital Albert Sabin e o Hospital Metropolitano. Pela rede pública, a principal instalação da região é o tradicional Hospital Central Sorocabana. Depois de anos com as portas fechadas, o Sorocabana foi parcialmente reaberto durante a pandemia do Covid-19. Em maio, o governo do estado doou suas instalações à Prefeitura de São Paulo. Referência na área de curativos, o Complexo Hospitalar Sorocabana dispõe hoje de 55 leitos, sendo 35 de enfermaria, 10 de estabilização/UTI e 10 de clínica cirúrgica eletiva; e mais duas salas cirúrgicas com o apoio de 279 profissionais.
A população sem acesso à saúde privada conta também com o Pronto Socorro Municipal Lapa; Ambulatório Médico de Especialidades do Idoso Oeste; Hospital Dia da Rede Hora Certa – Lapa; Unidade Básica de Saúde Vila Ipojuca; Serviço de Atendimento Especializado em DST/AIDS Paulo César Bonfim e Centro de Atenção Psicossocial (CAPS III).